# Rainbows End
Rainbows End (titre original : Rainbows End) est un roman de science-fiction de l'écrivain américain Vernor Vinge publié en 2006 et traduit en français en 2007. Il a obtenu le prix Hugo du meilleur roman en 2007 ainsi que le prix Locus du meilleur roman de science-fiction la même année.
Les nombreuses avancées technologiques décrites dans le roman suggèrent que le monde subit de plus en plus de changements, et que le monde est peut-être destiné à une singularité technologique, un sujet récurrent chez Vinge (dans ses écrits de fiction et non-fiction).

## Résumé
Le héros principal du roman est Robert Gu, un homme se remettant lentement de la maladie d'Alzheimer grâce aux progrès des technologies médicales. Avec le retour de ses facultés, Robert (qui a toujours été légèrement technophobe) doit s'adapter à un monde très différent, où presque chaque objet est mis en réseau et où la technologie de réalité augmentée est monnaie courante. Robert, autrefois un poète de renommée mondiale, à la personnalité notoirement mesquine, doit réapprendre à la fois l'usage du monde en retournant au lycée, mais aussi la base des relations humaines afin de rétablir une relation avec la famille de son fils qu'il a toujours tyrannisé avant sa maladie. Parallèlement, Robert et sa petite-fille Miri sont entrainés dans une intrigue complexe impliquant l'agence de renseignement indo-européenne, une intelligence redoutable (et peut-être surhumaine) cachée derrière un avatar de lapin anthropomorphe, ainsi que de nouvelles technologies visant au contrôle mental des foules.

## Éditions
- (en) Vernor Vinge, Rainbows End, Tor Books, mai 2006, 368 p. (ISBN 0-312-85684-9)
- Vernor Vinge (trad. de l'anglais par Patrick Dusoulier), Rainbows End, Paris, Robert Laffont, coll. « Ailleurs et Demain », mai 2007, 452 p. (ISBN 978-2-221-10846-8, BNF 41046494, présentation en ligne)
- Vernor Vinge (trad. de l'anglais par Patrick Dusoulier, préf. Gérard Klein, ill. Manchu), Rainbows End, Paris, Le Livre de poche, coll. « Science-fiction » (no 32174), avril 2011, 636 p., 11 × 18 × 3 cm, couverture couleur, broché (ISBN 978-2-253-15993-3, BNF 42564739, présentation en ligne)